# Рогатик прямой
Рогатик прямой, или рамария прямая, или рамария жёсткая (лат. Ramaria stricta) — вид грибов из рода Рамария (Ramaria). В разных системах классификации этот род включают в разные семейства: Гомфовые (Gomphaceae), Рамариевые (Ramariaceae), Рогатиковые (Clavariaceae), Лисичковые (Cantharellaceae).

## Название
Некоторые названия, входящие в синонимику вида:
- Clavaria pruinella Ces., 1861
- Clavaria stricta Pers., 1795 basionym
- Clavaria syringarum Pers., 1822
- Clavariella stricta (Pers.) P.Karst., 1882
- Corallium stricta (Pers.) G.Hahn, 1883
- Lachnocladium odoratum G.F.Atk., 1908
- Merisma strictum (Pers.) Spreng., 1827

## Описание
Плодовое тело, как и у других представителей рода, сильно разветвлённое. Ножка хорошо выражена. Окраска — бледно-жёлтая, буроватая или коричневая, при надавливании приобретает винно-красный цвет. Ветви плодового тела сильно дихотомически разветвлённые, имеют примерно одинаковую высоту, почти параллельны друг другу. Ножка — диаметром до 1 см и высотой от 1 до 6 см, бледно-жёлтая, иногда с фиолетовым оттенком. У основания ножки обычно наблюдается скопление мицелия (либо присутствуют нитевидные мицелиальные тяжи).
Гриб несъедобный. На вкус плодовое тело горькое, слегка перечно-острое, с приятным запахом.

## Распространение
Ареал вида охватывает Евразию и Северную Америку. Встречается на всей территории России; особенно часто — в европейской части и на Дальнем Востоке.
Встречается в хвойных и смешанных лесах с преобладанием сосны или ели.
Обычно растёт на гниющей древесине, реже — на почве среди кустарников.